# 京釜線
京釜線（キョンブせん）は、大韓民国ソウル特別市中区にあるソウル駅と釜山広域市東区にある釜山駅とを結ぶ、韓国鉄道公社（KORAIL）の鉄道路線である。国土交通部『鉄道距離表』における正式路線名は京釜本線。
大田、大邱を経由しながらソウルと釜山という2大都市を結ぶ韓国の最重要幹線である。また、同線はソウル・釜山から湖南線、全羅線、長項線、慶全線といった主要幹線への直通輸送ルートも形成しており、輸送量は旅客・貨物とも常に一位である。そのため、日本における東海道本線に相当する役割を果たしている。
最重要幹線であることから路線の整備が優先的に行われており、複線化は日本統治下の京義線（1943年）に次いで1945年に、電化も首都圏電鉄と山岳路線の太白線・咸白線を除くと京釜高速線・湖南線（2004年）に次いで2006年に全線で工事が完了している。また、過密輸送を改善する目的でソウルから天安までの首都圏電鉄区間は複々線化され、線形が良いことから一般列車も最高速度150 km/hで走行する。
運行列車は高速列車KTX・特急格電車ITX-セマウルや機関車けん引の客車列車ムグンファ号などの長距離列車、通勤型車両の広域電鉄及び貨物列車と多岐に及んでいる。だが、近年では費用対効果が悪化しており、2017年にKORAILが出した5,283億ウォンの赤字のうち、約65.7％に当たる3,466億ウォンが同線から発生していた。

## 路線データ
- 路線距離：441.7 km
- 軌間：1435 mm（標準軌）
- 駅数：90（ソウル駅 - 天安駅：36、天安駅 - 東大邱駅：36、東大邱駅 - 釜山駅：18）
- 最高速度：150km/h
- 保安装置：ATS
- 三複線区間：ソウル駅 - 九老駅 (11.7 km)
- 複々線区間：九老駅 - 斗井駅 (81.9 km)
- 複線区間：斗井駅 - 釜山駅 (348.1 km)
- 電化区間：全線（交流25kv, 60Hz）

高速鉄道区間についてはKTX、京釜高速線も参照のこと。

## 歴史

### 戦前

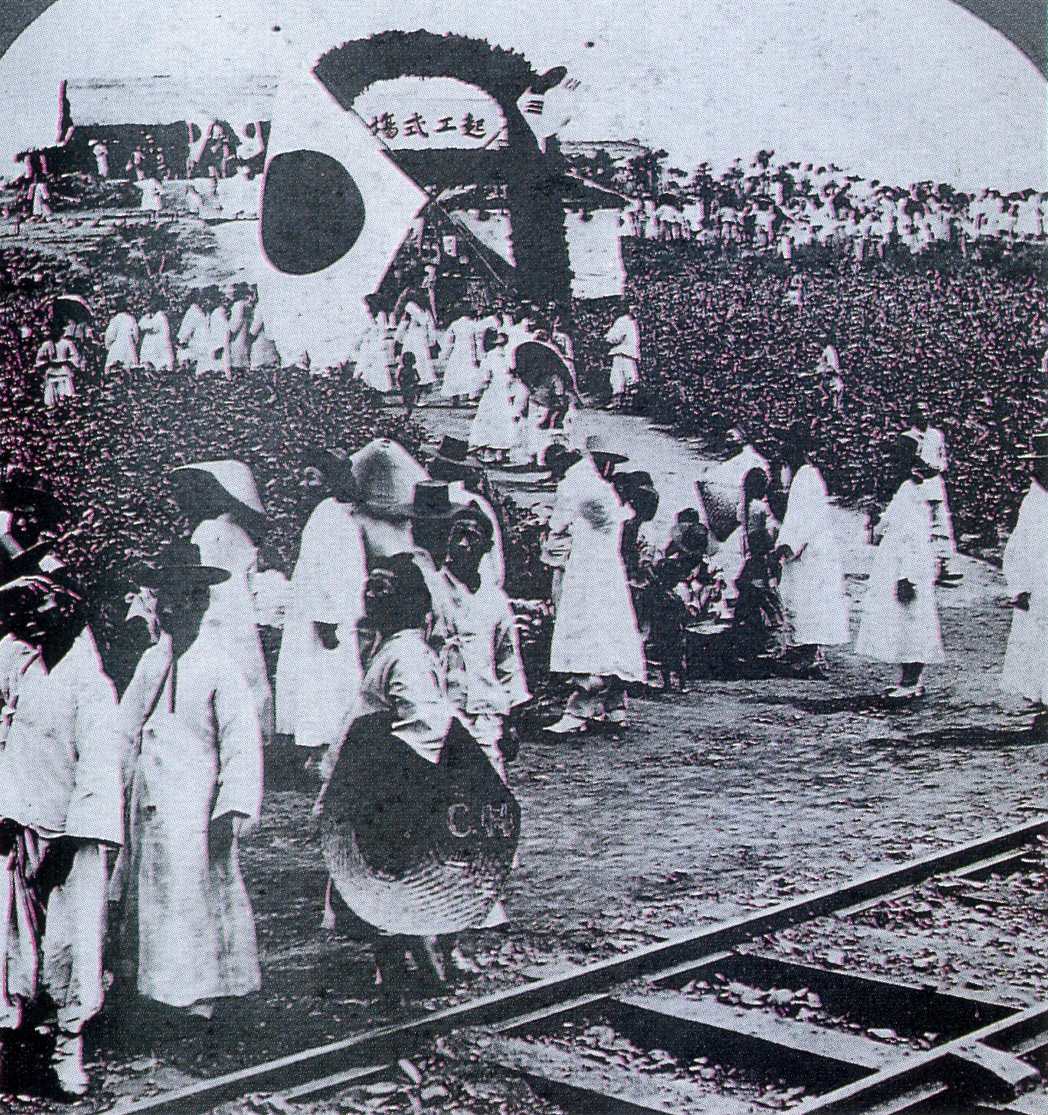
京城-釜山間起工式場

19世紀後半、朝鮮政府は財政上逼迫した状態で、多くの採掘権等の利権を外国人に売却していた。その中で、漢城（現：ソウル）と仁川を結ぶ京仁鉄道は、アメリカ合衆国のモーリスが敷設権を獲得して建設を開始したが、労働争議、支払い争議問題で頓挫し、建設の半ばで180万円で日本の渋沢栄一らの京仁鉄道合資会社に売却し、完成にこぎつけた。これが朝鮮半島最初の鉄道となった京仁線である。モーリスは漢城と釜山を結ぶ鉄道敷設権も同時に獲得していたが、資金難のために敷設権を日本が譲り受けて京釜鉄道株式会社を設立し、1901年に着工した。建設中の1904年に日露戦争が勃発すると、軍事物資の決戦輸送のために突貫工事で建設され、一部河川などはフェリーで輸送する暫定的なものながら1905年に全線開通し、日本の対露戦勝に貢献した。
鉄道の重要性より、多くの鉄道の鉄道国有化に合わせて韓国統監府鉄道管理局の所管となり、統監府鉄道庁、日本政府韓国鉄道局、日韓併合を経て朝鮮総督府鉄道局の運営となった。京釜線は京城と新義州を結ぶ京義線と共に日本の大陸政策の基幹となる最重要路線で、1910年代には全面改良され、いち早く複線化も完成した。蒸気機関車と客車は概ねアメリカ製で鈍重ではあったが、蒸気機関車は高速高性能で、日本にはない迫力を感じさせた。また、南満洲鉄道（満鉄）の路線と接続して国際列車が運転され、一時的だが朝鮮全域の鉄道運営が南満洲鉄道に委託されたこともある。
昭和になると、日本製の高性能機関車と軽量客車の登場で所要時間が短縮、関釜連絡船と接続して特急「あかつき」や急行「ひかり」・急行「興亜」など多くの優等列車が運行されたが、太平洋戦争（大東亜戦争）の戦局悪化と共に「ひかり」・「興亜」を除く優等列車はほぼ廃止され、普通列車も所要時間の延長と区間の短縮が繰り返された。

### 戦後
1945年に日本の朝鮮統治が終わり、1948年に大韓民国が成立するが、京釜線の基幹路線としての地位は変わることがなかった。朝鮮戦争では鉄道施設への被害もあったものの、多くの軍事物資と兵員の輸送に貢献した。戦後も多くの貨物・旅客を輸送して経済成長に貢献し、優等列車も多数設定された。また、アメリカの援助で導入された大馬力ディーゼル機関車が蒸気機関車廃止による無煙化と近代化、旅客・貨物の大量高速輸送を支えた。
1974年8月15日にはソウル駅から水原駅までが電化、ソウル駅から永登浦駅までが複々線化される。日本から導入された電車が複々線の電車線を走行し、同時に開業したソウル地下鉄1号線を経由、京元線城北駅（現・光云大駅）まで運転を開始した。永登浦駅から水原駅までは1981年12月23日に列車線と電車線が分離・複々線化され、電車の大増発が実現した。この後、ソウル首都圏にくまなく都市鉄道網が整備され、現在の広域電鉄に至る。また、1984年から列車線を利用した『高速電鉄』（後に『直通』、現『急行』）の運転を平日朝夕に開始したが、長距離列車が数多い中で1日3, 4本程度という状態が20年間続いた。
一方、長距離路線では首都圏の電化開業と同時に、京釜線を中心にした鉄道網の高速輸送を目的とした超特急「セマウル号」が登場した。セマウル号には1986年から国産の新型機関車と専用客車、専用気動車が続々と登場し、ソウル駅と釜山駅を最速4時間10分で結んだ。
しかし、京釜線の輸送力も限界に近づいていた。ソウルと釜山という2大都市のほかにも大田や大邱を抱え、湖南線、全羅線、長項線、慶全線といった主要幹線への輸送が加わり、1990年代には輸送力がピークに達した。このため、抜本的な解決策として増線が計画された。
2004年4月1日にフランスTGVの技術を採用したKTX京釜高速線の1期区間が開業し、ソウル駅 - 釜山駅の所要時間は3時間を切った。これによって在来線である京釜線を走行する旅客列車が削減され、またKTXは専用線を走行する区間が多い為、貨物列車や他路線への直通列車を増発する余裕が生まれた。
首都圏電鉄（現：広域電鉄）では都心の鷺梁津駅 - 九老駅が三複線化し、鷺梁津駅止まりの電車が設定された。この三複線は後に龍山駅へ暫定的ながら延伸し、1999年1月29日に京仁線の複々線化が完成して、富平駅から龍山駅まで急行運転を開始した（ただし、京釜線内は各駅停車）。
南部方面では、2003年4月30日に水原駅から餅店駅までが電化・複々線化して電車がソウル中心部から直通運転、広大な車両基地を備えて天安駅延伸に備えた。そして、2005年1月20日に餅店駅から天安駅までが電化・複々線化され、ソウルからの直通運転列車が忠清南道まで運行されることになった。さらにKTX開業によって余裕の生まれた列車線を使用した急行運転も開始した。
KTXの乗り入れと広域電鉄の延伸開業によって電化区間が拡大したが、その後も引き続いて残り区間の電化が進められ、2006年12月8日に最後まで非電化で残っていた沃川駅 - 新洞駅間の電化が完了し、京釜線の全線電化は達成された。そして新型電気機関車による本格的な運転が2007年3月1日から始まり、今後の高速運転による輸送力増加が期待されている。
2010年には京釜高速線の2期区間が開業し、従来まで東大邱駅 - 釜山駅間で京釜線を走行していたKTXの多くが京釜高速線経由となった。しかし、大田駅・東大邱駅・釜山駅のそれぞれ前後区間では在来線と高速線が線路を共用しており、運行上のネックともなっていたため線増工事が行われ、2015年に3期区間として完成。これにより、ソウル市内区間を除いて在来線と高速線は完全に別線化された。
なお北朝鮮では、この路線と京義線の一部をあわせた平壌から釜山までを平釜線としている。線路自体は接続されているものの、現実には自国実効支配下の開城までしか旅客営業されていない。

## 沿革
- 1901年6月25日：京釜鉄道株式会社創立[2]。
- 1901年8月20日：技師長笠井愛次郎により軌間4呎8吋5分（1435mm）、[3]軌条七十五磅 (34Kg) とした。永登浦にて北部起工式、翌21日に釜山草梁にて南部起工式を実施。
- 1902年12月30日：京釜鉄道と京仁鉄道合資会社の合併案、合併仮契約締結[2]。
- 1903年11月1日：京釜鉄道と京仁鉄道合資会社の合併認可[2]。
- 1905年1月1日：京城駅 - 草梁駅間が開業[2]。
- 1906年1月20日：小井里駅開業。
- 1906年3月30日：京釜鉄道買収法公布[2]。
- 1906年5月15日：楡川駅開業。
- 1906年7月1日：京釜鉄道株式会社から統監府鉄道管理局へ移管[2]。
- 1908年4月1日：草梁駅 - 釜山駅間が開業[4]、始興駅開業。
- 1909年11月1日：芙江駅開業。
- 1910年6月25日：増若駅廃止[5]。
- 1913年4月1日：釜山駅 - 釜山桟橋駅間が開業[6]。
- 1916年2月：芙江駅 - 大田駅間、若木駅 - 大邱駅間改良。
- 1916年11月1日：金泉駅 - 若木駅間の線路付け替えに伴い金烏山駅廃止。大新駅、牙浦駅、亀尾駅開業。
- 1918年6月：釜山鎮駅 - 釜山駅間が複線化。
- 1918年7月25日：若木駅開業。
- 1918年10月25日：新洞駅開業。
- 1919年3月31日：西大門駅廃止。
- 1919年6月：永同駅 - 金泉駅間改良。
- 1919年8月1日：南省峴駅開業。
- 1919年12月：大田駅 - 永同駅間改良。
- 1920年11月：草梁駅 - 亀浦駅間移設に伴い釜山鎮駅移転。
- 1921年1月1日：枝川駅開業。
- 1922年5月11日：内板駅開業。
- 1923年5月15日：大邱駅 - 清道駅間改良。
- 1925年11月1日：全東駅、直指寺駅、顧母駅開業[7][8]。
- 1926年10月1日：細川駅、三省駅開業[9]。
- 1928年11月1日：沙上駅開業。
- 1930年10月1日：懐徳駅開業。
- 1934年4月1日：梅浦駅開業[10]。
- 1935年8月11日：安養プール臨時乗降場開業。
- 1935年12月1日：稷山駅開業[11]。
- 1936年4月1日：京城駅 - 永登浦駅間を京仁線から京釜線に線籍変更。
- 1937年8月4日：新岩信号所開業。
- 1937年10月24日：新岩信号所廃止。
- 1938年4月1日：軍浦場駅を軍浦駅に改称。
- 1938年6月15日：弥勒信号場開業。
- 1938年8月1日：新岩信号場再設置。
- 1939年6月15日：永登浦駅 - 大田駅間複線化。
- 1939年8月31日：安養プール臨時乗降場廃止。
- 1940年4月：三浪津駅 - 釜山鎮駅間複線化。
- 1943年12月10日：釜山駅を釜山埠頭駅に改称。
- 1943年12月30日：梧井駅開業[12]
- 1944年3月1日：富谷駅開業。
- 1944年6月1日：美田信号所開業。
- 1944年6月15日：梅浦駅廃止[13]。
- 1944年8月1日：京城駅 - 永登浦駅間複々線化。
- 1945年3月1日：大田駅 - 三浪津駅間の複線化により全線複線化完成。
- 1945年6月10日：釜山埠頭駅を釜山駅に再改称。
- 1945年6月16日：大成駅開業[14]。
- 1946年2月18日：梅浦駅再開業。
- 1947年9月25日：京城駅をソウル駅に改称。
- 1954年3月10日：細柳信号所開業。
- 1956年2月21日：増若駅再開業。
- 1960年5月16日：池灘駅開業[15]。
- 1964年7月1日：覚渓駅開業[16]。
- 1965年7月23日：草梁駅廃止。
- 1965年11月1日：釜山駅を営業休止にして釜山鎮駅に統合[17][18]
- 1965年12月10日：沙谷駅開業。
- 1966年4月8日：蓮花駅が開業[19]。
- 1966年8月6日：安養プール場臨時乗降場再開業[20]。
- 1967年5月1日：加豊臨時乗降場開業。
- 1967年6月10日：弥勒臨時乗降場再開業。
- 1967年6月11日：新巨駅開業[21]。
- 1968年9月9日：博覧会臨時乗降場開業[22]。
- 1968年10月20日：博覧会臨時乗降場廃止。
- 1969年3月25日：九老信号所開業。
- 1969年6月10日：東大邱駅開業[23]、釜山駅営業再開[24]。
- 1969年8月17日：安養プール場臨時乗降場廃止[25]。
- 1973年6月1日：九老信号所廃止。
- 1973年12月1日：九老南信号所開業。
- 1974年8月15日：ソウル駅 - 水原駅間電化および広域電鉄の運行開始。増若駅廃止。南営駅、大方駅、加里峰駅、冠岳駅、鳴鶴駅、華西駅開業[26]。
- 1974年12月5日：加豊臨時乗降場廃止。
- 1975年12月29日：新岩信号場廃止。
- 1978年1月1日：梧井駅廃止、新岩信号場再開業。
- 1978年 1月10日：大田操車場駅開業。
- 1978年 5月1日：瑞倉信号場開業。
- 1979年2月1日：栗田駅開業。
- 1979年6月15日：斗井信号場開業。
- 1981年12月23日：永登浦駅 - 水原駅間複々線化[27]。
- 1982年8月2日：石水駅開業。
- 1984年1月1日：栗田駅を成大前駅に改称。
- 1984年5月22日：新道林駅開業[28]。
- 1988年10月25日：衿井駅開業。
- 1991年11月23日：永登浦駅 - 九老駅間三複線化[29]。
- 1992年3月2日：弥勒臨時乗降場廃止。
- 1993年8月7日：大田国際博覧会開催に合わせてエキスポ臨時乗降場開業。
- 1993年11月8日：エキスポ臨時乗降場廃止。
- 1994年3月30日：釜山鎮駅 - 大田駅間によるピドゥルギ号運転中止[30]。
- 1994年12月1日：成大前駅を成均館大駅に改称。
- 1996年12月31日：ソウル駅 - 永登浦駅間が三複線化。
- 1997年4月30日：新吉駅開業[31]。
- 1998年1月7日：禿山駅開業。
- 1999年3月10日：華明信号場開業。
- 1999年6月1日：ソウル駅 - 釜山駅間の長距離運行のトンイル号がムグンファ号に昇格。
- 2000年1月1日：楡川駅を上東駅に改称。
- 2003年4月30日：水原駅 - 餅店駅間電化・複々線化および広域電鉄の運行開始[32]。
- 2004年4月1日：KTX京釜高速線1期区間開業。大田操車場 - 沃川駅間および新洞駅 - 釜山駅間電化。
- 2004年6月25日：富谷駅を義王駅に改称。
- 2005年1月20日：餅店駅 - 天安駅間電化・複々線化および広域電鉄の運行開始。
- 2005年3月30日：天安駅 - 鳥致院駅間電化。
- 2005年7月1日：加里峰駅を加山デジタル団地駅に改称。鳥致院駅 - 大田操車場間電化。
- 2005年11月1日：佳川駅開業[33]。
- 2005年12月27日：洗馬駅、烏山大駅開業。
- 2006年6月30日：振威駅、芝制駅開業。
- 2006年12月8日：沃川駅 - 新洞駅間電化により全線電化完了[34]。
- 2007年3月1日：電気機関車による運転を開始。
- 2008年12月29日：始興駅を衿川区庁駅に改称。
- 2010年1月21日：堂井駅開業。
- 2010年11月1日：京釜高速線2期区間開業。
- 2014年5月12日：ITX-セマウル運行開始。
- 2014年6月30日：勿禁駅がITX-セマウル停車駅に追加、ソウル駅 - 釜山駅間のセマウル号廃止。
- 2015年4月2日：天安駅がITX-セマウル全列車停車駅となる。
- 2015年8月1日：倭館駅がITX-セマウル停車駅に追加。
- 2017年5月1日：ITX-青春運行開始。
- 2018年3月23日：ITX-青春運行中止。
- 2019年4月17日：鉄道路線番号を302に変更[35]。
- 2020年11月24日：芝制駅を平沢芝制駅に改称。
- 2022年3月31日：西大邱駅開業[36]。
- 2023年9月1日：ITX-マウム運行開始[37]。
- 2023年12月28日：勿禁駅がKTX停車駅に追加[38]。
- 2024年12月14日：大慶線 として亀尾駅 - 慶山駅間が広域電鉄化[39]。

## 駅一覧

### 首都圏電鉄区間（ソウル - 天安）
- 首都圏電鉄（1号線）の種別・停車駅については省略。「首都圏電鉄1号線」を参照。
- ●：全列車停車(◎はその列車の始終着駅)、▲：一部列車停車、|：全列車通過
- ITX-セマウル・ムグンファ号・ヌリロの場合、釜が京釜線系統の発着駅で、湖が湖南線・全羅線・長項線系統の発着駅である。
- ※：KTXは、ソウル駅・龍山駅のいずれかまたは両方に停車する。

| 駅番号 | 駅名               | 駅名             | 駅名                  | 駅間 キロ (km) | 累計 キロ (km) | 駅 等級    | 駅種別         | K T X                | K T X | I T X \| セ マ ウ ル | セ マ ウ ル | ム グ ン フ ァ | ヌ リ ロ | 接続路線 | 所在地       | 所在地        | 所在地        |
| 駅番号 | 日本語             | ハングル         | 英語                  | 駅間 キロ (km) | 累計 キロ (km) | 駅 等級    | 駅種別         | K T X                | K T X | I T X \| セ マ ウ ル | セ マ ウ ル | ム グ ン フ ァ | ヌ リ ロ | 接続路線 | 所在地       | 所在地        | 所在地        |
| ------ | ------------------ | ---------------- | --------------------- | -------------- | -------------- | ---------- | -------------- | -------------------- | ----- | -------------------- | ----------- | -------------- | -------- | --- | ------------ | ------------- | ------------- |
| 133    | ソウル駅           | 서울역           | Seoul                 | 0.0            | 0.0            | 特1級      | グループ代表駅 | ※                    | ※     | 釜                   | 運 行 な し | 釜             | 釜 湖    | 韓国鉄道公社：京義線 · 京義・中央線 (P313) · ソウル交通公社： 1号線（地下鉄1号線） (地下) · 4号線（地下鉄4号線） (426) (地下) · 空港鉄道： 仁川国際空港鉄道 (A01) | ソウル特別市 | 龍山区        | 龍山区        |
| 134    | 南営駅             | 남영역           | Namyeong              | 1.7            | 1.7            | 3級        | 運転簡易駅     | \|                   | \|    | \|                   | 運 行 な し | \|             | \|       | | ソウル特別市 | 龍山区        | 龍山区        |
| 135    | 龍山駅             | 용산역           | Yongsan               | 1.5            | 3.2            | 1級        | 普通駅         | ※                    | ※     | 湖                   | ●           | 湖             | 湖       | 韓国鉄道公社：京元線・龍山線 · 京義・中央線 (K110) | ソウル特別市 | 龍山区        | 龍山区        |
|        | 龍山三角線分岐     | 용산삼각선분기   |                       | 0.8            | 4.0            | 分岐点     | 分岐点         | \|                   | \|    | \|                   | \|          | \|             | \|       | 韓国鉄道公社：京元線 | ソウル特別市 | 龍山区        | 龍山区        |
| 136    | 鷺梁津駅           | 노량진역         | Noryangjin            | 1.8            | 5.8            | 2級        | 普通駅         | \|                   | \|    | \|                   | \|          | \|             | \|       | ソウル市メトロ9号線（企業）： 9号線 (917) | ソウル特別市 | 銅雀区        | 銅雀区        |
| 137    | 大方駅             | 대방역           | Daebang               | 1.5            | 7.3            | 3級        | 運転簡易駅     | \|                   | \|    | \|                   | \|          | \|             | \|       | 南ソウル軽電鉄： 新林線 (S402) | ソウル特別市 | 永登浦区      | 永登浦区      |
| 138    | 新吉駅             | 신길역           | Singil                | 0.8            | 8.1            | 3級        | 運転簡易駅     | \|                   | \|    | \|                   | \|          | \|             | \|       | ソウル交通公社： 5号線 (525) | ソウル特別市 | 永登浦区      | 永登浦区      |
| 139    | 永登浦駅           | 영등포역         | Yeongdeungpo          | 1.0            | 9.1            | 1級        | 普通駅         | ▲                    | ▲     | ●                    | ●           | ●              | ●        | | ソウル特別市 | 永登浦区      | 永登浦区      |
| 140    | 新道林駅           | 신도림역         | Sindorim              | 1.5            | 10.6           | 3級        | 運転簡易駅     | \|                   | \|    | \|                   | \|          | \|             | \|       | ソウル交通公社： 2号線・2号線新亭支線 (234) | ソウル特別市 | 九老区        | 九老区        |
| 141    | 九老駅             | 구로역           | Guro                  | 1.1            | 11.7           | 2級        | 普通駅         | \|                   | \|    | \|                   | \|          | \|             | \|       | 韓国鉄道公社： 京仁線 | ソウル特別市 | 九老区        | 九老区        |
|        | 九老三角線分岐     | 구로삼각선분기   |                       | 1.3            | 13.0           | 分岐点     | 分岐点         | \|                   | \|    | \|                   | \|          | \|             | \|       | 韓国鉄道公社：京仁線 | ソウル特別市 | 九老区        | 九老区        |
| P142   | 加山デジタル団地駅 | 가산디지털단지역 | Gasan Digital Complex | 1.1            | 14.1           | 3級        | 普通駅         | \|                   | \|    | \|                   | \|          | \|             | \|       | ソウル交通公社： 7号線 (746) | ソウル特別市 | 衿川区        | 衿川区        |
| P143   | 禿山駅             | 독산역           | Doksan                | 2.0            | 16.1           | 乙種代売所 | 乙種代売所     | \|                   | \|    | \|                   | \|          | \|             | \|       | | ソウル特別市 | 衿川区        | 衿川区        |
| P144   | 衿川区庁駅         | 금천구청역       | Geumcheon-gu Office   | 1.2            | 17.3           | 3級        | 普通駅         | \|                   | \|    | \|                   | \|          | \|             | \|       | | ソウル特別市 | 衿川区        | 衿川区        |
|        | 始興連結線分岐     | 시흥연결선분기   |                       | 0.4            | 17.7           | 分岐点     | 分岐点         | \|                   | \|    | \|                   | \|          | \|             | \|       | 韓国鉄道公社：京釜高速線 | ソウル特別市 | 衿川区        | 衿川区        |
| P145   | 石水駅             | 석수역           | Seoksu                | 1.9            | 19.6           | 乙種代売所 | 乙種代売所     | 京 釜 高 速 線 経 由 | \|    | \|                   | \|          | \|             | \|       | | 京畿道       | 安養市 万安区 | 安養市 万安区 |
| P146   | 冠岳駅             | 관악역           | Gwanak                | 1.9            | 21.5           | 乙種代売所 | 乙種代売所     | 京 釜 高 速 線 経 由 | \|    | \|                   | \|          | \|             | \|       | | 京畿道       | 安養市 万安区 | 安養市 万安区 |
| P147   | 安養駅             | 안양역           | Anyang                | 2.4            | 23.9           | 2級        | 普通駅         | 京 釜 高 速 線 経 由 | \|    | \|                   | \|          | ▲              | ▲        | | 京畿道       | 安養市 万安区 | 安養市 万安区 |
| P148   | 鳴鶴駅             | 명학역           | Myeonghak             | 2.2            | 26.1           | 乙種代売所 | 乙種代売所     | 京 釜 高 速 線 経 由 | \|    | \|                   | \|          | \|             | \|       | | 京畿道       | 安養市 万安区 | 安養市 万安区 |
| P149   | 衿井駅             | 금정역           | Geumjeong             | 1.4            | 27.5           | 3級        | 普通駅         | 京 釜 高 速 線 経 由 | \|    | \|                   | \|          | \|             | \|       | 韓国鉄道公社： 4号線（果川線・安山線） (443) | 京畿道       | 軍浦市        | 軍浦市        |
| P150   | 軍浦駅             | 군포역           | Gunpo                 | 2.2            | 29.7           | 3級        | 普通駅         | 京 釜 高 速 線 経 由 | \|    | \|                   | \|          | \|             | \|       | | 京畿道       | 軍浦市        | 軍浦市        |
| P151   | 堂井駅             | 당정역           | Dangjeong             | 1.6            | 31.3           | 3級        | 普通駅         | 京 釜 高 速 線 経 由 | \|    | \|                   | \|          | \|             | \|       | | 京畿道       | 軍浦市        | 軍浦市        |
| P152   | 義王駅             | 의왕역           | Uiwang                | 4.2            | 33.9           | 2級        | 普通駅         | 京 釜 高 速 線 経 由 | \|    | \|                   | \|          | \|             | \|       | 韓国鉄道公社：南部貨物基地線（貨物線） | 京畿道       | 義王市        | 義王市        |
| P153   | 成均館大駅         | 성균관대역       | Sungkyunkwan Univ.    | 2.9            | 36.8           | 乙種代売所 | 乙種代売所     | 京 釜 高 速 線 経 由 | \|    | \|                   | \|          | \|             | \|       | | 京畿道       | 水原市        | 長安区        |
| P154   | 華西駅             | 화서역           | Hwaseo                | 2.6            | 39.4           | 乙種代売所 | 乙種代売所     | 京 釜 高 速 線 経 由 | \|    | \|                   | \|          | \|             | \|       | | 京畿道       | 水原市        | 八達区        |
| P155   | 水原駅             | 수원역           | Suwon                 | 2.1            | 41.5           | 1級        | グループ代表駅 | 京 釜 高 速 線 経 由 | ●     | ●                    | ●           | ●              | ●        | 韓国鉄道公社： 水仁・盆唐線 (K245) · 水原都市鉄道1号線（計画中）                                                                                                  | 京畿道       | 水原市        | 八達区        |
| P156   | 細柳駅             | 세류역           | Seryu                 | 2.9            | 44.4           | 3級        | 普通駅         | 京 釜 高 速 線 経 由 | \|    | \|                   | \|          | \|             | \|       | | 京畿道       | 水原市        | 勧善区        |
| P157   | 餅店駅             | 병점역           | Byeongjeom            | 4.3            | 48.7           | 3級        | 普通駅         | 京 釜 高 速 線 経 由 | \|    | \|                   | \|          | \|             | \|       | 韓国鉄道公社： 餅店基地線 | 京畿道       | 華城市        | 華城市        |
| P158   | 洗馬駅             | 세마역           | Sema                  | 2.4            | 51.1           | 乙種代売所 | 乙種代売所     | 京 釜 高 速 線 経 由 | \|    | \|                   | \|          | \|             | \|       | | 京畿道       | 烏山市        | 烏山市        |
| P159   | 烏山大駅           | 오산대역         | Osan College          | 2.7            | 53.8           | 乙種代売所 | 乙種代売所     | 京 釜 高 速 線 経 由 | \|    | \|                   | \|          | \|             | \|       | | 京畿道       | 烏山市        | 烏山市        |
| P160   | 烏山駅             | 오산역           | Osan                  | 2.7            | 56.5           | 3級        | 普通駅         | 京 釜 高 速 線 経 由 | \|    | \|                   | \|          | ▲              | ▲        | | 京畿道       | 烏山市        | 烏山市        |
| P161   | 振威駅             | 진위역           | Jinwi                 | 4.0            | 60.5           | 乙種代売所 | 乙種代売所     | 京 釜 高 速 線 経 由 | \|    | \|                   | \|          | \|             | \|       | | 京畿道       | 平沢市        | 平沢市        |
| P162   | 松炭駅             | 송탄역           | Songtan               | 3.8            | 64.3           | 配置簡易駅 | 配置簡易駅     | 京 釜 高 速 線 経 由 | \|    | \|                   | \|          | \|             | \|       | | 京畿道       | 平沢市        | 平沢市        |
| P163   | 西井里駅           | 서정리역         | Seojeong-ri           | 2.2            | 66.5           | 3級        | 普通駅         | 京 釜 高 速 線 経 由 | \|    | \|                   | \|          | ▲              | ▲        | | 京畿道       | 平沢市        | 平沢市        |
| P164   | 平沢芝制駅         | 평택지제역       | PyeongtaekJije        | 4.8            | 71.3           | 乙種代売所 | 乙種代売所     | 京 釜 高 速 線 経 由 | \|    | \|                   | \|          | \|             | \|       | SR：水西平沢高速線 韓国鉄道公社：平沢三角線（貨物線） | 京畿道       | 平沢市        | 平沢市        |
| P165   | 平沢駅             | 평택역           | Pyeongtaek            | 3.7            | 75.0           | 3級        | 普通駅         | 京 釜 高 速 線 経 由 | \|    | ▲                    | ▲           | ●              | ●        | 韓国鉄道公社：平沢線（貨物線）・平沢直結線（貨物線） | 京畿道       | 平沢市        | 平沢市        |
| P166   | 成歓駅             | 성환역           | Seonghwan             | 9.4            | 84.4           | 3級        | 普通駅         | 京 釜 高 速 線 経 由 | \|    | \|                   | \|          | ▲              | ▲        | | 忠清南道     | 天安市        | 西北区        |
| P167   | 稷山駅             | 직산역           | Jiksan                | 5.4            | 89.8           | 3級        | 普通駅         | 京 釜 高 速 線 経 由 | \|    | \|                   | \|          | \|             | \|       | | 忠清南道     | 天安市        | 西北区        |
| P168   | 斗井駅             | 두정역           | Dujeong               | 3.8            | 93.6           | 3級        | 普通駅         | 京 釜 高 速 線 経 由 | \|    | \|                   | \|          | \|             | \|       | | 忠清南道     | 天安市        | 西北区        |
| P169   | 天安駅             | 천안역           | Cheonan               | 3.0            | 96.6           | 1級        | 普通駅         | 京 釜 高 速 線 経 由 | \|    | ●                    | ●           | ●              | ●        | 韓国鉄道公社：長項線・ 長項電鉄線 | 忠清南道     | 天安市        | 東南区        |

### 天安 - 釜山
- ●：全列車停車、▲：一部列車停車（一日20本以上）、△：一部列車停車（一日20本未満）、|：全列車通過

| 駅名               | 駅名             | 駅名             | 駅間 キロ (km) | 累計 キロ (km) | 駅 等級      | 駅種別       | K T X                | K T X                | I T X \| セ マ ウ ル | ム グ ン フ ァ | ヌ リ ロ    | 接続路線                                             | 所在地                 | 所在地                 | 所在地 |
| 日本語             | ハングル         | 英語             | 駅間 キロ (km) | 累計 キロ (km) | 駅 等級      | 駅種別       | K T X                | K T X                | I T X \| セ マ ウ ル | ム グ ン フ ァ | ヌ リ ロ    | 接続路線                                             | 所在地                 | 所在地                 | 所在地 |
| ------------------ | ---------------- | ---------------- | -------------- | -------------- | ------------ | ------------ | -------------------- | -------------------- | -------------------- | -------------- | ----------- | ---------------------------------------------------- | ---------------------- | ---------------------- | ------ |
| 天安駅             | 천안역           | Cheonan          | 3.0            | 96.6           | 1級          | 普通駅       | 京 釜 高 速 線 経 由 | \|                   | ●                    | ●              | ●           | 韓国鉄道公社：長項線・ 京釜電鉄線・長項電鉄線 (P169) | 忠清南道 天安市 東南区 | 忠清南道 天安市 東南区 |        |
| 小井里駅           | 소정리역         | Sojeong-ri       | 10.8           | 107.4          | 3級          | 普通駅       | 京 釜 高 速 線 経 由 | \|                   | \|                   | \|             | \|          |                                                      | 世宗特別自治市         | 世宗特別自治市         |        |
| 全義駅             | 전의역           | Jeonui           | 7.5            | 114.9          | 3級          | 普通駅       | 京 釜 高 速 線 経 由 | \|                   | \|                   | △              | △           |                                                      | 世宗特別自治市         | 世宗特別自治市         |        |
| 全東信号場         | 전동신호장       | Jeondong         | 7.7            | 122.6          | 信号場       | 信号場       | 京 釜 高 速 線 経 由 | \|                   | \|                   | \|             | \|          |                                                      | 世宗特別自治市         | 世宗特別自治市         |        |
| 瑞倉信号場         | 서창신호장       | Seochang         | 3.7            | 126.1          | 信号場       | 信号場       | 京 釜 高 速 線 経 由 | \|                   | \|                   | \|             | \|          | 韓国鉄道公社：五松線（忠北線へ直通運転）             | 世宗特別自治市         | 世宗特別自治市         |        |
| 鳥致院駅           | 조치원역         | Jochiwon         | 3.2            | 129.3          | 2級          | 普通駅       | 京 釜 高 速 線 経 由 | \|                   | ▲                    | ●              | ●           | 韓国鉄道公社：忠北線                                 | 世宗特別自治市         | 世宗特別自治市         |        |
| 内板信号場         | 내판신호장       | Naepan           | 5.6            | 134.9          | 信号場       | 信号場       | 京 釜 高 速 線 経 由 | \|                   | \|                   | \|             |             |                                                      | 世宗特別自治市         | 世宗特別自治市         |        |
| 芙江駅             | 부강역           | Bugang           | 4.9            | 139.8          | 3級          | 普通駅       | 京 釜 高 速 線 経 由 | \|                   | \|                   | △              | \|          |                                                      | 世宗特別自治市         | 世宗特別自治市         |        |
| 梅浦駅             | 매포역           | Maepo            | 4.6            | 144.4          | 3級          | 普通駅       | 京 釜 高 速 線 経 由 | \|                   | \|                   | \|             | \|          |                                                      | 世宗特別自治市         | 世宗特別自治市         |        |
| 新灘津駅           | 신탄진역         | Sintanjin        | 7.5            | 151.9          | 2級          | 普通駅       | 京 釜 高 速 線 経 由 | \|                   | \|                   | ▲              | ●           |                                                      | 大田広域市             | 大徳区                 |        |
| 懐徳駅             | 회덕역           | Hoedeok          | 5.6            | 157.5          | 3級          | 普通駅       | 京 釜 高 速 線 経 由 | \|                   | \|                   | \|             | \|          |                                                      | 大田広域市             | 大徳区                 |        |
| 大田操車場         | 대전조차장       | Daejeonjochajang | 4.1            | 161.6          | 2級          | 操車場       | 京 釜 高 速 線 経 由 | \|                   | \|                   | \|             | \|          | 韓国鉄道公社：湖南線                                 | 大田広域市             | 大徳区                 |        |
| 大田北連結線分岐   | 대전북연결선분기 |                  | 2.6            | 164.2          | 分岐点       | 分岐点       | 京 釜 高 速 線 経 由 | \|                   | \|                   | \|             | 運 行 な し | 韓国鉄道公社：KTX（KTX専用）                         | 大田広域市             | 大徳区                 |        |
| 大田駅             | 대전역           | Daejeon          | 2.1            | 166.3          | 1級          | 普通駅       | ●                    | ●                    | ●                    | ●              | 運 行 な し | 韓国鉄道公社：KTX・大田線 大田都市鉄道：●1号線 (104) | 大田広域市             | 東区                   |        |
| 細川駅             | 세천역           | Secheon          | 7.3            | 173.6          | 3級          | 普通駅       | 京 釜 高 速 線 経 由 | 京 釜 高 速 線 経 由 | \|                   | \|             | 運 行 な し |                                                      | 大田広域市             | 東区                   |        |
| 沃川駅             | 옥천역           | Okcheon          | 8.9            | 182.5          | 3級          | 普通駅       | 京 釜 高 速 線 経 由 | 京 釜 高 速 線 経 由 | \|                   | ▲              | 運 行 な し |                                                      | 忠清北道               | 沃川郡                 |        |
| 大田南連結線分岐   | 대전남연결선분기 |                  | 0.4            | 182.9          | 分岐点       | 分岐点       | 京 釜 高 速 線 経 由 | 京 釜 高 速 線 経 由 | \|                   | \|             | 運 行 な し | 韓国鉄道公社：KTX（KTX専用）                         | 忠清北道               | 沃川郡                 |        |
| 伊院駅             | 이원역           | Iwon             | 7.9            | 190.8          | 3級          | 普通駅       | 京 釜 高 速 線 経 由 | 京 釜 高 速 線 経 由 | \|                   | △              | 運 行 な し |                                                      | 忠清北道               | 沃川郡                 |        |
| 池灘駅             | 지탄역           | Jitan            | 5.6            | 196.4          | 無配置簡易駅 | 無配置簡易駅 | 京 釜 高 速 線 経 由 | 京 釜 高 速 線 経 由 | \|                   | △              | 運 行 な し |                                                      | 忠清北道               | 沃川郡                 |        |
| 深川駅             | 심천역           | Simcheon         | 4.4            | 200.8          | 3級          | 普通駅       | 京 釜 高 速 線 経 由 | 京 釜 高 速 線 経 由 | \|                   | △              | 運 行 な し |                                                      | 忠清北道               | 永同郡                 |        |
| 覚渓駅             | 각계역           | Gakgye           | 3.8            | 204.6          | 無配置簡易駅 | 無配置簡易駅 | 京 釜 高 速 線 経 由 | 京 釜 高 速 線 経 由 | \|                   | △              | 運 行 な し |                                                      | 忠清北道               | 永同郡                 |        |
| 永同駅             | 영동역           | Yeongdong        | 7.0            | 211.6          | 2級          | 普通駅       | 京 釜 高 速 線 経 由 | 京 釜 高 速 線 経 由 | ▲                    | ●              | 運 行 な し |                                                      | 忠清北道               | 永同郡                 |        |
| 黄澗駅             | 황간역           | Hwanggan         | 14.6           | 226.2          | 3級          | 普通駅       | 京 釜 高 速 線 経 由 | 京 釜 高 速 線 経 由 | \|                   | △              | 運 行 な し |                                                      | 忠清北道               | 永同郡                 |        |
| 秋風嶺駅           | 추풍령역         | Chupungnyeong    | 8.5            | 234.7          | 3級          | 普通駅       | 京 釜 高 速 線 経 由 | 京 釜 高 速 線 経 由 | \|                   | △              | 運 行 な し |                                                      | 忠清北道               | 永同郡                 |        |
| 新岩信号場         | 신암역           | Sinam            | 6.0            | 240.7          | 信号場       | 信号場       | 京 釜 高 速 線 経 由 | 京 釜 高 速 線 経 由 | \|                   | \|             | 運 行 な し |                                                      | 慶尚北道               | 金泉市                 |        |
| 直指寺駅           | 직지사역         | Jikjisa          | 5.7            | 246.2          | 配置簡易駅   | 配置簡易駅   | 京 釜 高 速 線 経 由 | 京 釜 高 速 線 経 由 | \|                   | \|             | 運 行 な し |                                                      | 慶尚北道               | 金泉市                 |        |
| 金泉駅             | 김천역           | Gimcheon         | 7.3            | 253.8          | 1級          | 普通駅       | 京 釜 高 速 線 経 由 | 京 釜 高 速 線 経 由 | ●                    | ●              | 運 行 な し | 韓国鉄道公社：慶北線                                 | 慶尚北道               | 金泉市                 |        |
| 大新駅             | 대신역           | Daesin           | 9.7            | 263.5          | 3級          | 普通駅       | 京 釜 高 速 線 経 由 | 京 釜 高 速 線 経 由 | \|                   | \|             | 運 行 な し |                                                      | 慶尚北道               | 金泉市                 |        |
| 牙浦駅             | 아포역           | Apo              | 5.7            | 269.2          | 3級          | 普通駅       | 京 釜 高 速 線 経 由 | 京 釜 高 速 線 経 由 | \|                   | \|             | 運 行 な し |                                                      | 慶尚北道               | 金泉市                 |        |
| 亀尾駅             | 구미역           | Gumi             | 7.5            | 276.7          | 2級          | 普通駅       | 京 釜 高 速 線 経 由 | 京 釜 高 速 線 経 由 | ●                    | ●              | 運 行 な し |                                                      | 慶尚北道               | 亀尾市                 |        |
| 沙谷駅             | 사곡역           | Sagok            | 4.6            | 281.3          | 無配置簡易駅 | 無配置簡易駅 | 京 釜 高 速 線 経 由 | 京 釜 高 速 線 経 由 | \|                   | △              | 運 行 な し |                                                      | 慶尚北道               | 亀尾市                 |        |
| 若木駅             | 약목역           | Yangmok          | 8.2            | 289.5          | 3級          | 普通駅       | 京 釜 高 速 線 経 由 | 京 釜 高 速 線 経 由 | \|                   | △              | 運 行 な し |                                                      | 慶尚北道               | 漆谷郡                 |        |
| 倭館駅             | 왜관역           | Waegwan          | 6.5            | 296.0          | 2級          | 普通駅       | 京 釜 高 速 線 経 由 | 京 釜 高 速 線 経 由 | ▲                    | ●              | 運 行 な し |                                                      | 慶尚北道               | 漆谷郡                 |        |
| 蓮花駅             | 연화역           | Yeonhwa          | 6.2            | 302.2          | 3級          | 普通駅       | 京 釜 高 速 線 経 由 | 京 釜 高 速 線 経 由 | \|                   | △              | 運 行 な し |                                                      | 慶尚北道               | 漆谷郡                 |        |
| 新洞駅             | 신동역           | Sindong          | 3.7            | 305.9          | 3級          | 普通駅       | 京 釜 高 速 線 経 由 | 京 釜 高 速 線 経 由 | \|                   | △              | 運 行 な し |                                                      | 慶尚北道               | 漆谷郡                 |        |
| (大邱北連結線分岐) | 대구북연결선분기 |                  | 2.3            | 308.2          | 分岐点       | 分岐点       | 京 釜 高 速 線 経 由 | \|                   | \|                   | \|             | 運 行 な し | （韓国鉄道公社：KTX（KTX専用））                     | 慶尚北道               | 漆谷郡                 |        |
| 枝川駅             | 지천역           | Jicheon          | 5.1            | 313.3          | 配置簡易駅   | 配置簡易駅   | 京 釜 高 速 線 経 由 | \|                   | \|                   | \|             | 運 行 な し |                                                      | 慶尚北道               | 漆谷郡                 |        |
| 西大邱駅           | 서대구역         | Seodaegu         | 5.6            | 318.9          | 2級          | 普通駅       | 京 釜 高 速 線 経 由 | ●                    | \|                   | \|             | 運 行 な し |                                                      | 大邱広域市             | 西区                   |        |
| 大邱駅             | 대구역           | Daegu            | 9.8            | 323.1          | 2級          | 普通駅       | 京 釜 高 速 線 経 由 | \|                   | ●                    | ●              | 運 行 な し | 大邱都市鉄道：●1号線 (132)                           | 大邱広域市             | 北区                   |        |
| 東大邱駅           | 동대구역         | Dongdaegu        | 3.2            | 326.3          | 1級          | 普通駅       | ●                    | ●                    | ●                    | ●              | 運 行 な し | 韓国鉄道公社：KTX 大邱都市鉄道：●1号線 (135)         | 大邱広域市             | 東区                   |        |
| 大邱南連結線分岐   | 대구남연결선분기 |                  | 2.6            | 328.9          | 分岐点       | 分岐点       | 京 釜 高 速 線 経 由 | \|                   | \|                   | \|             | 運 行 な し | 韓国鉄道公社：KTX（KTX専用）                         | 大邱広域市             | 寿城区                 |        |
| 顧母駅             | 고모역           | Gomo             | 2.9            | 331.8          | 3級          | 普通駅       | 京 釜 高 速 線 経 由 | \|                   | \|                   | \|             | 運 行 な し |                                                      | 大邱広域市             | 寿城区                 |        |
| 佳川駅             | 가천역           | Gacheon          | 1.6            | 333.4          | 3級          | 普通駅       | 京 釜 高 速 線 経 由 | \|                   | \|                   | \|             | 運 行 な し | 韓国鉄道公社：大邱線（直通運転）                     | 大邱広域市             | 寿城区                 |        |
| 慶山駅             | 경산역           | Gyeongsan        | 5.2            | 338.6          | 3級          | 普通駅       | 京 釜 高 速 線 経 由 | ▲                    | ▲                    | ●              | 運 行 な し |                                                      | 慶尚北道               | 慶山市                 |        |
| 三省駅             | 삼성역           | Samseong         | 7.1            | 345.7          | 配置簡易駅   | 配置簡易駅   | 京 釜 高 速 線 経 由 | \|                   | \|                   | \|             | 運 行 な し |                                                      | 慶尚北道               | 慶山市                 |        |
| 南省峴駅           | 남성현역         | Namseonghyeon    | 7.6            | 353.1          | 3級          | 普通駅       | 京 釜 高 速 線 経 由 | \|                   | \|                   | △              | 運 行 な し |                                                      | 慶尚北道               | 清道郡                 |        |
| 清道駅             | 청도역           | Cheongdo         | 8.7            | 361.8          | 3級          | 普通駅       | 京 釜 高 速 線 経 由 | \|                   | ▲                    | ▲              | 運 行 な し |                                                      | 慶尚北道               | 清道郡                 |        |
| 新巨駅             | 신거역           | Singeo           | 5.6            | 367.4          | 無配置簡易駅 | 無配置簡易駅 | 京 釜 高 速 線 経 由 | \|                   | \|                   | \|             | 運 行 な し |                                                      | 慶尚北道               | 清道郡                 |        |
| 上東駅             | 상동역           | Sangdong         | 4.8            | 372.2          | 3級          | 普通駅       | 京 釜 高 速 線 経 由 | \|                   | \|                   | ▲              | 運 行 な し |                                                      | 慶尚南道               | 密陽市                 |        |
| 密陽駅             | 밀양역           | Miryang          | 9.4            | 381.6          | 2級          | 普通駅       | 京 釜 高 速 線 経 由 | ▲                    | ▲                    | ●              | 運 行 な し |                                                      | 慶尚南道               | 密陽市                 |        |
| 美田信号所         | 미전신호소       | Mijeon           | 11.1           | 392.6          | 信号所       | 信号所       | 京 釜 高 速 線 経 由 | \|                   | \|                   | \|             | 運 行 な し | 韓国鉄道公社：美田線（慶全線へ直通運転）             | 慶尚南道               | 密陽市                 |        |
| 三浪津駅           | 삼랑진역         | Samnangjin       | 1.7            | 394.1          | 2級          | 普通駅       | 京 釜 高 速 線 経 由 | \|                   | \|                   | ▲              | 運 行 な し | 韓国鉄道公社：慶全線                                 | 慶尚南道               | 密陽市                 |        |
| 院洞駅             | 원동역           | Wondong          | 9.1            | 403.2          | 3級          | 普通駅       | 京 釜 高 速 線 経 由 | \|                   | \|                   | ▲              | 運 行 な し |                                                      | 慶尚南道               | 梁山市                 |        |
| 勿禁駅             | 물금역           | Mulgeum          | 9.2            | 412.4          | 3級          | 普通駅       | 京 釜 高 速 線 経 由 | ▲                    | \|                   | ▲              | 運 行 な し | 韓国鉄道公社：梁山貨物線（貨物線）                   | 慶尚南道               | 梁山市                 |        |
| 華明駅             | 화명역           | Hwamyeong        | 9.4            | 421.8          | 3級          | 普通駅       | 京 釜 高 速 線 経 由 | \|                   | \|                   | ▲              | 運 行 な し |                                                      | 釜山広域市             | 北区                   |        |
| 亀浦駅             | 구포역           | Gupo             | 4.4            | 425.2          | 2級          | 普通駅       | 京 釜 高 速 線 経 由 | ●                    | ▲                    | ●              | 運 行 な し | 釜山都市鉄道：●3号線 (314)                           | 釜山広域市             | 北区                   |        |
| 沙上駅             | 사상역           | Sasang           | 5.1            | 430.3          | 3級          | 普通駅       | 京 釜 高 速 線 経 由 | \|                   | \|                   | ▲              | 運 行 な し | 韓国鉄道公社：伽倻線（直通運転）・慶全電鉄線         | 釜山広域市             | 沙上区                 |        |
| 釜山鎮駅           | 부산진역         | Busanjin         | 9.6            | 439.9          | 2級          | 普通駅       | 京 釜 高 速 線 経 由 | \|                   | \|                   | \|             | 運 行 な し | 韓国鉄道公社：東海線・牛岩線（貨物線）               | 釜山広域市             | 東区                   |        |
| 釜山駅             | 부산역           | Busan            | 1.8            | 441.7          | 1級          | 普通駅       | ●                    | ●                    | ●                    | ●              | 運 行 な し | 韓国鉄道公社：京釜高速線 釜山都市鉄道：●1号線 (113)  | 釜山広域市             | 東区                   |        |

## 廃止区間
1945年8月15日廃止
- 釜山駅 - 釜山桟橋駅

### 廃駅
- 西大門駅：ソウル駅北側に位置。1919年3月31日廃止。
- 博覧会駅：永登浦駅 - 禿山駅間に位置。
- 安養プール場駅：冠岳駅 - 安養駅間に位置。1969年8月17日廃止。
- 梧井駅：懐徳駅 - 大田駅間に位置。1978年1月1日廃止。
- 増若駅：細川駅 - 沃川駅間に位置。1974年8月15日廃止。
- 加豊駅：沃川駅 - 伊院駅間に位置。1974年12月5日廃止。
- 弥勒駅：永同駅 - 黄澗駅間に位置。1992年3月2日廃止。
- 金烏山駅：金泉駅 - 若木駅間に位置。1916年10月1日廃止。
- 大成駅：上東駅 - 密陽駅間に位置。
- 草梁駅：釜山鎮駅 - 釜山駅間に位置。1965年7月23日廃止。

## 使用車両

### 一般列車

#### 高速鉄道
- KTX-Ⅰ
- KTX-山川

#### 電車
- 200000系電車 (ko) - 2009年6月1日よりヌリロとして運行。
- 210000系電車 - 2014年5月12日よりITX-セマウルとして運行。セマウル号の代替として登場した。
- 368000系電車 - 2017年5月1日よりITX-青春（京釜線）として運行。

#### 客車
- セマウル形客車
- ムグンファ形客車

#### 電気機関車
- 8000形（貨物列車/実質的にはほとんど運行していない）
- 8100形（実質的にはほとんど運行していない）
- 8200形
- 8500形（貨物列車）

#### ディーゼル機関車
- 7100形
- 7200形
- 7300形
- 7400形
- 7500形
- 4400形

### 広域電鉄
いずれも電車

#### 自局車両
- 1000系
- 311000系 (5000系)
- 光明シャトル専用319000系

#### 乗り入れ車両
- ソウル交通公社
  - 旧1000系
  - 1000系
    - いずれも餅店駅までの運行

### 過去の使用車両

#### 一般列車

##### 気動車（ディーゼル動車）
- 101系セマウル形（DHC）
- 111・251系セマウル形（DHC）
- 9501系気動車（CDC）（平和列車）

##### ディーゼル機関車
- 7000形